# إحياء ذكرى الحرب الأهلية الأمريكية على طوابع البريد
تتعلق ذكرى الحرب الأهلية الأمريكية على طوابع البريد بكل من الطوابع والأغلفة الفعلية المستخدمة أثناء الحرب الأهلية الأمريكية واحتفالات البريد اللاحقة. وتتضمن الأخيرة إصدارات طوابع تذكارية مخصصة للأحداث والشخصيات الفعلية في الحرب فضلاً عن إصدارات محددة تصور العديد من الأفراد البارزين الذين شاركوا في التطورات الحاسمة في تلك الحقبة.

## طوابع الحرب الأهلية

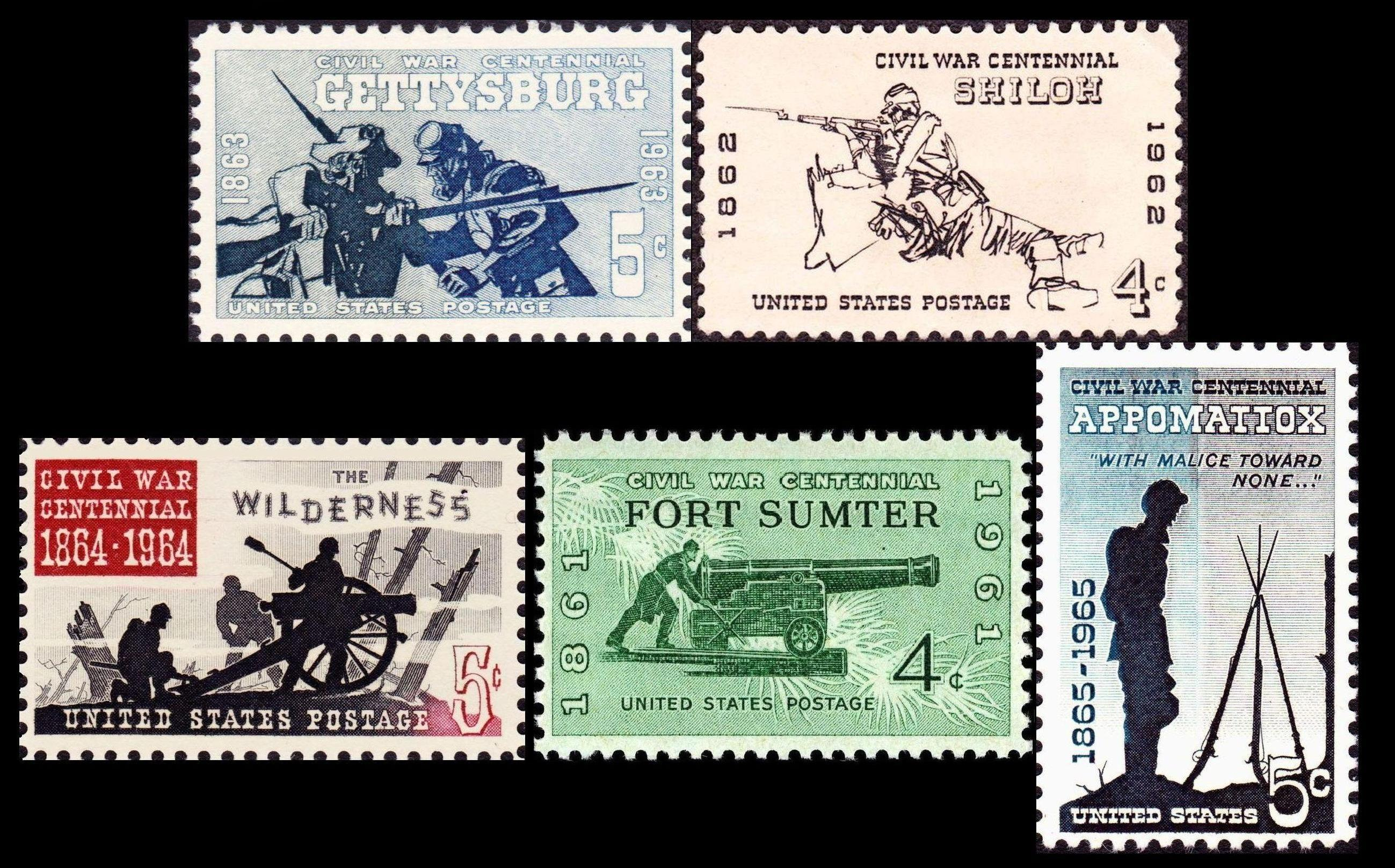
بين عامي 1961 و1965 أصدرت هيئة البريد الأمريكية رسائل تذكارية بمناسبة الذكرى المئوية لخمس معارك مهمة.

خلال الحرب الأهلية ظهرت صور أبطال الفترة الوطنية السابقة على طوابع كلا الجانبين المتنازعين : واشنطن وجيفرسون وجاكسون. بعد إعادة توحيد الولايات المتحدة وعلى مدى عقود عديدة بعد ذلك ظهرت أعداد أمريكية حاسمة متفرقة تكريما لرجال الدولة والقادة العسكريين المرتبطين بالحرب الأهلية ولكن حصريا أولئك الذين دعموا قضية الاتحاد.

ظلت صور نظرائهم الكونفدراليين غير معترف بها على الطوابع الأمريكية حتى عام 1937 عندما ضمن لي وجاكسون ضمن جنرالات الحرب الأهلية والأدميرالات الموجودين في إصدارات الجيش والبحرية التذكارية وهي سلسلة روج لها الرئيس فرانكلين د. روزفلت (الذي كان متحمسًا للطوابع). ولكن حتى في ذلك الوقت وبعد مرور نحو سبعة عقود على الحرب أثبت إدراج طابع بريدي لتكريم الجنرالات الكونفدراليين أنه أمر مثير للجدل. بعد الإعلان عن هذه القضية في مايو 1936 انتشرت شائعة كاذبة مفادها أن جيفرسون ديفيس سيصور مع الضابطين وفي 11 يونيو ظهر التقرير التالي لوكالة أسوشيتد برس في صحيفة نيويورك صن :
جي أيه أر تعارض تكريم لي. تندد بخطة إصدار سلسلة من الطوابع البريدية. في سيراكيوز 11 يونيو (أسوشيتد برس) استنكر ثمانية وثلاثون من قدامى المحاربين المسنين في الحرب الأهلية الذين حضروا المعسكر السنوي السبعين لقسم الولايات المتحدة من جيش الجمهورية الكبير اقتراحًا بتكريم روبرت إي لي وستونهول جاكسون وجيفرسون ديفيس على طوابع بريدية صدرت تحمل صورهم.
وفي وقت لاحق قوبلت الطوابع المقترحة من لي جاكسون بالرفض في الهيئة التشريعية لولاية أوهايو. علاوة على ذلك بعد صدوره هاجمه الجنوبيون أيضًا معترضين على أن الكتف الأيمن للي كان يحمل نجمتين بدلاً من ثلاث مما أدى في الواقع إلى خفض رتبته إلى رتبة فريق أول (حدث هذا الخطأ نتيجة لتغيير في التصميم). انتشرت كلمة مفادها أن الكونجرس كان يستعد لإصدار قانون لسحب الطوابع لكن لم ينفذ أي التشريع المذكور. في الواقع ونظراً لأن الصراع ظل موضوعاً حساساً للغاية فليس من المستغرب أن تظل الحرب الأهلية وجوانبها المختلفة باستثناء عدد صغير من الأشخاص المرتبطين بها دون أن يقوموا بالاحتفال بها على الطوابع البريدية لمدة قرن تقريباً.
تتبع هذه المقالة اتفاقية إحياء ذكرى الحرب الأهلية عام 1995 بإصدار 20 طابعًا بريديًا متعلقًا بالحرب الأهلية حيث تصوير المدنيين في الحرب الأهلية بدءًا من الإصدار النهائي لأبراهام لينكولن بعد اغتياله. ضمن الأشخاص البارزين الذين شاركوا في الحرب الأهلية في هذه المقالة بما في ذلك المخترعين والمؤلفين والرؤساء الأمريكيين اللاحقين.

### الخدمة البريدية للولايات المتحدة الأمريكية وكندا
ملاحظة : يتضمن كل طابع بريدي وغلاف ملاحظة موجزة حول أهمية كل موضوع كما يتعلق بالحرب الأهلية الأمريكية.
إن الأجيال التي قادت وخاضت الحرب الأهلية الأمريكية ولدت في الولايات المتحدة المستقلة وسوف تحدد ما إذا كانت قادرة على الاستمرار كجمهورية موحدة. لقد بدأت قوة البخار على البر والبحر في تقليص حجم العالم ونقل التلغراف المعلومات بسرعة الكهرباء. في عام 1851 خفض الكونجرس معدلات الاستخدام النموذجي مثل المطبوعات إلى سنت واحد ورسوم البريد إلى ثلاثة سنتات مقابل خمسة أو عشرة سنتات. مددت المسافات البريدية لكل معدل بمقدار عشرة أضعاف على سبيل المثال من ثلاثمائة إلى 3000 ميل. كان عالمهم مليئًا بالابتكارات الميكانيكية التي شملت أول طوابع بريدية أمريكية أنتجت من خلال ثقب الآلة لتحل محل مهام القطع التي كانت تتم يدويًا. وقد صاحب ذلك ابتكارات في أنواع الورق وتقنيات الطباعة.
كانت الطوابع الكونفدرالية تصدر عمومًا بدون ثقب لتقطع يدويًا. وعلاوة على ذلك في حين كانت الطوابع الأمريكية دائمًا منقوشة على الفولاذ فإن الإصدارات الكونفدرالية الأولى لم تستخدم هذه التقنية المتطورة بل طبعت بالحجر (1861) وطبعت (1862) قبل اعتماد النقش على الفولاذ أخيرًا في عام 1863. وسوف تتطور المزيد من الابتكارات في التكنولوجيا والتنظيم خلال زمن الحرب. كما أدى تحول الصراع بين الشمال والجنوب إلى حرب أهلية إلى تمزيق نظام الاتصالات في البلاد إلى نصفين. كان من المفترض في السابق أن يستخدم النظام البريدي لتوحيد البلاد من خلال نشر المعلومات ولكن بدلاً من ذلك استخدم لتعزيز الانفصال.
خلال العقود التي سبقت الحرب سعت الجمعية الأمريكية لمكافحة العبودية إلى الترويج لإلغاء العبودية من خلال تثقيف عامة الناس حول شرور العبودية ولهذا الغرض أرسلت بالبريد آلافًا مؤلفة من المنشورات المناهضة للعبودية. لقد أدى رد الفعل في الجنوب إلى دفع الأمة إلى حافة الكارثة ولم تخفف هذه الكارثة إلا مؤقتًا من خلال تسوية ميسوري وتسوية عام 1850. ولكن الطرق والطرق البريدية التي أنشأها الكونجرس في أواخر خمسينيات القرن التاسع عشر جلبت نظام بريد جنوبي أقوى ومعه روح القومية الجنوبية الصاعدة. بدأ الرأي العام الجنوبي في الغليان عندما أثارت الرسائل الجنوبية والمنشورات النارية التي نشرتها جمعية الحقوق الجنوبية وغيرها من المحرضين مشاعر وطنية جنوبية. ولزيادة الطين بلة فإن ترسيخ الرأي العام الجنوبي حصل من خلال خدمة بريدية لم تدفع تكاليفها مطلقًا بل كانت مدعومة إلى حد كبير على حساب الشمال.
كانت عملية الانفصال بين الولايات سلمية في البداية حيث تبعتها ولاية كارولينا الجنوبية (24 ديسمبر 1860) ثم ولاية ميسيسيبي ثم فلوريدا ثم ألاباما ثم جورجيا، ثم لويزيانا ثم تكساس. ولا يزال أغلب الأميركيين يعتقدون أن القضايا التي تدفع إلى اتخاذ قرارات "الانفصال" سوف تحل بسرعة. لا تزال حكومة الولايات المتحدة تعتبر هذه الولايات جزءًا من الاتحاد وتسمح باستمرار استخدام نظام البريد الأمريكي لخدمة البريد داخل تلك الولايات وإلى وجهات خارجية. أدى تشكيل الاتحاد في غضون شهر أو أقل إلى تغيير في السياسة البريدية.
ولكن في بداية الحرب الأهلية الأمريكية واجه مدير مكتب البريد العام في عهد لينكولن مونتجومري بلير نظام بريد فيدرالي معطل إقليميًا بسبب الولايات المنفصلة ومديري مكاتب البريد غير الموالين. ولمنع عمليات الاحتيال المحتملة التي قد تصل قيمتها إلى 270 ألف دولار في الطوابع البريدية والظروف المختومة الموجودة في الجنوب سحبت الطوابع الموجودة وإلغي تداولها وأصدرت سلسلة جديدة من الطوابع على عجل. مع انتهاء العقد السابق في 10 يونيو 1861 وقعت إدارة البريد عقدًا مع شركة الأوراق النقدية الوطنية في مدينة نيويورك. قام مديرو مكاتب البريد الموالون في الولايات المنفصلة بإرجاع الطوابع إلى الوزارة. كانت الطوابع الجديدة قيد الاستخدام في جميع أنحاء الاتحاد بحلول منتصف أغسطس 1861 بنفس الفئات وتكريم نفس الأشخاص مثل الإصدار السابق ولكن جميع التصميمات تغيرت. على النقيض من معظم المعينين السياسيين تولى مونتجومري بلير مسؤولية الوزارة فقام بتنظيم نظام فعال للجيش والبحرية وألغى امتياز التخليص الجمركي لمديري مكاتب البريد. كان أول من ابتكر ممارسات جديدة لتوصيل البريد مجانًا وفرز البريد على عربات السكك الحديدية. قام بتطوير نظام الاستلام والرد للمساءلة كما ابتكر نظام الحوالات المالية ليتمكن الجنود من إرسال واستقبال الأموال من الميدان. رعى بلير المؤتمر البريدي الدولي الأول في باريس عام 1863.
في 6 مارس 1861 عيّن الرئيس جيفيرسون ديفيس جون هيننجر ريغان رئيسًا لدائرة البريد الجديدة في الولايات الكونفدرالية الأمريكية. استمرت إدارة البريد في الولايات المتحدة في التعامل مع بريد الولايات المنفصلة حتى الأول من يونيو عندما تولى مكتب البريد الكونفدرالي مسؤولية التجميع والتسليم في جميع أنحاء الكونفدرالية وظل في الخدمة طوال مدة الحرب الأهلية. كان الاهتمام الأكثر إلحاحًا لدى مدير مكتب البريد الكونفدرالي هو تنظيم إدارته وتوفير دفع رسوم البريد حتى تصبح قادرة على تمويل نفسها. مع أنه لم يعد من الممكن استخدام البريد الأمريكي الذي قاموا باسترجاعه لحمل البريد عن طريق مكتب البريد الأمريكي إلا أن الكونفدرالية استخدمت القرطاسية البريدية الأمريكية "المخصصة" لبعض الوقت. ادعى الجنرال ريغان أنه لم يمنح أبدًا سلطة رسمية لمديري مكاتب البريد لإصدار طوابع بريدية مؤقتة "مؤقتة" لكنها ملأت الحاجة في غياب الطوابع الكونفدرالية الوطنية (التي لم تصدر حتى أكتوبر 1861) والمظاريف المختومة.

### طوابع الولايات المتحدة الأمريكية وسي أس أيه
كانت الطوابع البريدية الثمانية الصادرة في الولايات المتحدة عام 1861 تحمل صور واشنطن (5) وفرانكلين (2) وجيفرسون (1) وكانت الأظرف تشير إلى قدسية الدستور والتمرد باعتباره خيانة. طوابع الكونفدرالية تحمل صورة واشنطن وجيفرسون وجاكسون وجيفرسون ديفيس (طبع طابع يحمل صورة جون سي كالهون ولكن لم يستخدم مطلقًا). ركزت الأظرف الكونفدرالية على العلم الكونفدرالي وجيفرسون ديفيس لتعزيز نمو القومية الكونفدرالية ووصف لينكولن بأنه مناهض للدستور والشمال بأنه غير مخلص ومحاولة الجنوب في إقامة الدولة باعتبارها تجديدًا للثورة الأمريكية. وفي النضال من أجل الحفاظ على حقوقهم وحرياتهم كان جورج واشنطن إلى جانبهم.
- كان جورج واشنطن يحظى بالاحترام في الاتحاد باعتباره والد بلاده.
- في الكونفدرالية خلد ذكراه باعتباره الأب المؤسس الذي هزم إمبراطورية محتلة.

- ذكر أندرو جاكسون في الاتحاد باعتباره الرئيس الذي حافظ على الدستور وواجه المخالفين في ولاية كارولينا الجنوبية.
- في الكونفدرالية كان هو الجنرال الذي تصدى للغزاة باعتباره "بطل نيو أورليانز".

- كان توماس جيفرسون يحظى بالاحترام في الاتحاد باعتباره أحد المهندسين المعماريين الرئيسيين للبلاد حيث أشاد به أبراهام لينكولن باعتباره "السياسي الأكثر تميزًا في تاريخنا".[7]
- زعمت الكونفدرالية أن جيفرسون هو بطل حقوق الولايات واعتبرت مؤسسته القائمة على العبودية في مونتيسيلو تجسيدًا لأسلوب الحياة الجنوبي.

- يظهر الرئيس الكونفدرالي جيفيرسون ديفيس بشكل متكرر على الطوابع باعتباره رمزًا للوحدة الوطنية.
- لم يذكر الرئيس الأمريكي أبراهام لينكولن حتى ذكرى مرور عام واحد على اغتياله. ويعتبر أول طابع تذكاري أمريكي.[8]

طوابع البريد العادية للولايات المتحدة أثناء الحرب الأهلية.
في عام 1861 قام المدير العام للبريد مونتجومري بلير بقطع خدمة البريد عن أي ولاية متمردة. لم تعترف مكاتب البريد الأمريكية بالبريد الكونفدرالي وقام مديرو مكاتب البريد بإرسال البريد الموجه إلى الكونفدرالية إلى مكتب الرسائل الميتة لإعادته إلى المرسلين.
استخدمت الكونفدرالية طوابع البريد الأمريكية قبل عام 1861 بأرقام رومانية وطوابع مؤقتة وإصدارات منتظمة.
وضع مدير مكتب البريد ريغان 8,535 من أصل 28,586 مكتب بريد في البلاد تحت سيطرته وفي البداية كانت جميع الأعمال البريدية تستخدم الأموال والطوابع البريدية الأمريكية. حتى أصبحت طوابع الكونفدرالية متاحة أصدر بعض مديري مكاتب البريد المحلية طوابع مؤقتة أو كتبوا على البريد "المدفوع" يدويًا.

### أغلفة الحرب الأهلية المعاصرة
خلال الحرب الأهلية عمل أصحاب الطابعات في القطاع الخاص في جميع أنحاء الشمال على تطوير أبطال ثقافيين استكملوا ووسعوا نطاق الأبطال الرسميين الموجودين على الطوابع. أغلفة وطنية كرمت أفراد الطبقة المتوسطة العاديين سواء المدنيين أو العسكريين. وتحتفل الأغطية ذات الطابع العسكري أيضًا بالجنود المواطنين العاديين. ساهمت هذه "الديمقراطية" في الرموز الشعبية الأمريكية في ظهور قومية ديمقراطية أكثر وضوحًا.
وكان علم الاتحاد في كل مكان. بطريقة نادراً ما رأيناها قبل الحرب تؤكد الشعارات والأبيات الشعرية أن العلم يرمز إلى "صوت الشعب" أي حق الشعب في الحكم. وأصبح العم سام رمزًا واسع الانتشار للأمة فضلاً عن شخصيات مثل الرئيس لينكولن والجنرال ماكليلان. لقد أدى توزيع عشرات الآلاف من الطوابع الوطنية الاتحادية من خلال النظام البريدي إلى تعزيز الترابط بين أفراد الأمة وتجانس الثقافة الشعبية مع ما كان لذلك من آثار عميقة على مجتمع ما بعد الحرب.
تُظهر القرطاسية المصورة المشاعر القوية التي أثارتها الحرب الأهلية. وفي الشمال ظهرت مظاريف تحمل رسومًا توضيحية وطنية حتى قبل اندلاع الأعمال العدائية.
- درع الاتحاد مع قبعة الحرية والدستور والكتاب المقدس
- قائد الاتحاد، الشعار الجنود مع العلم

- الحرية أعلى مبنى الكابيتول الأمريكي تحمل علم الاتحاد. "يجب علينا أن ننتصر فقضيتنا عادلة فليكن هذا شعارنا : "في الله توكلنا"."
- العلم الكونفدرالي بثلاثة ألوان.

بعد فترة وجيزة من بدء الحرب سارع بائعو القرطاسية الجنوبيون إلى تسويق مظاريف وطنية تحمل صور الأعلام والمدافع والزعماء السياسيين والشعارات والجنود والرسوم الكاريكاتورية إلى جانب موضوعات أخرى مرتبطة بالحرب.
- العلم الكونفدرالي بالحبر الأسود. "إلى الإنقاذ الوندال قادمون اذهبوا لملاقاتهم بالحراب والسيوف والرماح اطردوهم إلى الأرض القاحلة التي يغادرونها اذهبوا واثقين في الله لن يكون لديكم ما تخشونه."
- رسالة أسير حرب تحمل نقشًا من الكتاب المقدس : "إلهك إلهي". راعوث 1: 16.

بدأت قوات الاتحاد في حصار الموانئ الجنوبية في أبريل 1861 مما تطلب نقل البريد على متن سفن الحصار أو توجيهه عبر مراكز أجنبية. في غياب المعاهدات البريدية مع الحكومات الأجنبية كانت الرسائل الكونفدرالية تُنقل كبريد "سفيني" خاص. فرض رسوم داخلية عليهم بالإضافة إلى سنتين والتي دفعت إلى ربان السفينة.
- غطاء الحصار الكونفدرالي الذي حمل على متن السفينة الحربية سي إس إس فلوريدا والمجهزة في موبيل ألاباما. ختم البريد في ويلمنجتون كارولاينا الشمالية ومارييتا جورجيا.
- الغلاف مختوم بـ "سفينة بخارية" ربما وضع على متن سفينة حصار وسلم في ناسو إلى سفينة متجهة إلى نيو أورليانز ثم قاموا بالتعامل معه كرسالة سفينة واردة غير مدفوعة الأجر ووضع علامة عليها بعشرة سنتات مستحقة.

إن "الجيل المذهب" الذي ولد في الفترة من 1822 إلى 1842 هو الذي حدد المغامر الغربي في خيال اليوم. كانوا شبابًا يعملون في مجال التعدين في كاليفورنيا وكانوا راكبي بوني إكسبريس قبل وأثناء الحرب الأهلية وأسسوا ولاية نيفادا في أكتوبر 1864.
- خدم قطار بوني إكسبريس الاتصالات بين محطات التلغراف من الشرق إلى الغرب خلال الأشهر الأولى من الحرب الأهلية. هنا طابع بريدي من ويلز فارجو وضع على مظروف بالإضافة إلى البريد الأمريكي.
- غلاف وطني للاتحاد مع طابع بريدي من شركة بوني إكسبريس وبريد أمريكي.

وبعد أن احتلت قوات الاتحاد الأراضي التي يسيطر عليها المتمردون قاموا باستعادة خدمة البريد الفيدرالية التي بلغت نحو 500 طريق بحلول نهاية عام 1865. أرجع ما يقرب من نصف مكاتب البريد في الجنوب إلى الخدمة الفيدرالية بحلول نهاية عام 1866.

## الأذكاروالنهائياتاللاحقة

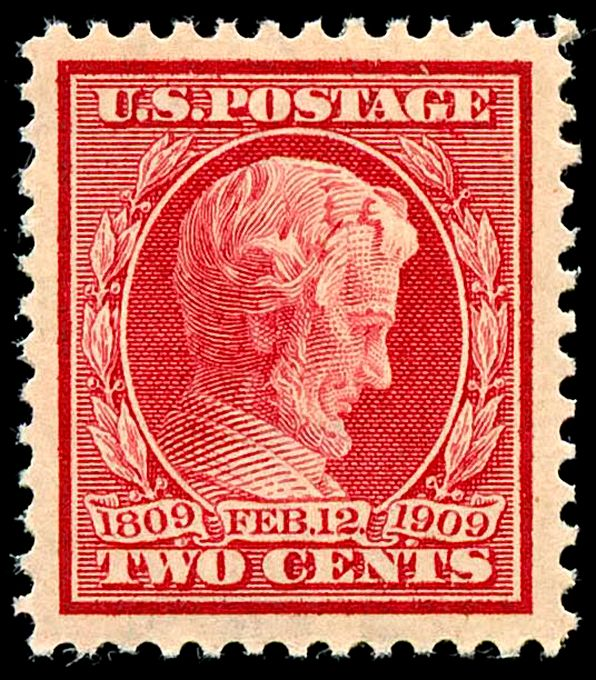
1909

في السنوات التي أعقبت الحرب الأهلية مباشرة لم يقدم مكتب البريد الأمريكي طوابع تذكارية على الإطلاق وكانت الطوابع التذكارية التي بدأت في الظهور في تسعينيات القرن التاسع عشر مخصصة بشكل حصري تقريبًا للمعارض التجارية الدولية. كان الاستثناء الوحيد هو طابع "لينكولن التذكاري" (1909) وهو أول طابع عين رسميًا على أنه طابع تذكاري أصدر تكريمًا لشخصية من الحرب الأهلية. ومع ذلك بعد الحرب العالمية الأولى توسعت الموضوعات بشكل كبير لتشمل الأفراد والأماكن والأحداث والابتكارات الجديرة بالملاحظة. لقد نقلت الاحتفالات التذكارية رؤية مثالية ووطنية للماضي الأمريكي ولكن المسابقات للحصول على الاعتراف على الطوابع الفيدرالية تعكس أيضًا المعارك المعاصرة حول تعريفات المواطنة الأمريكية. قاموا بترتيب الجهات الفاعلة الرئيسية في الحرب الأهلية إلى فئات من ضباط الاتحاد وضباط الكونفدرالية والجندي العادي والمدنيين. تتوسع الأحداث في الحرب الأهلية إلى ما هو أبعد من المعارك لتشمل إعادة الإعمار والثقافة والتكنولوجيا. تشمل الشخصيات الشهيرة والحرب الأهلية المؤلفين والرؤساء وقسم منفصل عن أبراهام لينكولن.

### الجهات الفاعلة الرئيسية في الحرب الأهلية
اعتبرت بعض المجموعات أن الاحتفالات التذكارية تمثل نقلة نوعية في النظرة الرومانسية لأمريكا. وقد روّج آخرون لهذه القضايا باعتبارها جزءاً من استراتيجيات أكبر تكافح من أجل المساواة الاجتماعية والسياسية. سعت اللجان التذكارية وقادة الأعمال والسياسيون بشكل نشط إلى إصدار طوابع بريدية فيدرالية للاحتفال بالذكرى السنوية الإقليمية التي تقام في ساحات القتال. وسعى آخرون إلى الحصول على طوابع تكريمًا للأبطال العسكريين والثقافيين والسياسيين مثل روبرت إي لي وسوزان بي أنتوني وفريدريك دوغلاس.
في حين أن الطوابع التذكارية كانت تكرم شخصيات وأحداث الحرب الأهلية في إصدارات الطوابع مثل سلسلة الجيش والبحرية عام 1937 واحتفالات المئوية 1961-1965 فإن التغطية الشاملة للصراع لم تظهر حتى عام 1995 عندما أصدرت خدمة البريد الأمريكية طوابعها التذكارية الأكثر طموحًا للحرب الأهلية حتى الآن في أوراق الحفر الضوئي المكونة من 120 ورقة في ستة أجزاء من 20 ورقة. كانت الأحداث الأربعة المصورة هي معركة هامبتون رودز بين مونيتور وميريمك ( فيرجينيا ) ومعركة شيلوه ومعركة تشانسيلورسفيل ومعركة جيتيسبيرج. ومن بين الرؤساء جيفرسون ديفيس وأبراهام لينكولن. وشمل ضباط الاتحاد يوليسيس إس. جرانت وديفيد فاراغوت ووينفيلد هانكوك وويليام تي. شيرمان. ومن بين الضباط الكونفدراليين روبرت إي لي ورافائيل سيميس وستاند واتي وجوزيف إي جونستون و"ستونوول" جاكسون. ومن بين المدنيين كلارا بارتون وفريدريك دوغلاس وهارييت توبمان وماري تشيستنت وفيبي بيمبر.
ملحوظة : العديد من الإصدارات الحديثة غير متاحة بعد على ويكيميديا كومنز للاستخدام هنا. بالنسبة للبعض تتوفير عناصر مكانية. بالنسبة للصور السابقة المتاحة بسهولة لكل من الإصدارات التذكارية والنهائية تربط الأسماء بمقالاتهم السيرة الذاتية في حياتهم المهنية في الحرب الأهلية في وصف كل طابع بريدي. تؤدي الروابط الخاصة بالولايات إلى توجيه القارئ إلى سلسلة المقالات "[الدولة] في الحرب الأهلية الأمريكية" في ويكيبيديا.

#### ضباط النقابة
خلال الحرب العالمية الأولى اعتقد ثيودور روزفلت أن إصدار سلسلة من الطوابع لتكريم الأبطال العسكريين الأميركيين فكرة "استبدادية". ولم تسفر هذه الاقتراحات عن شيء إلا عندما اقترب ابن عمه جامع الطوابع فرانكلين روزفلت من نهاية ولايته الأولى. أوصى وزير حربه بكل من الجنرالات الاتحاديين والكونفدراليين في السلسلة. تأخر رد الفعل السياسي في هذه القضية حتى بعد الانتخابات. كانت المعارضة في المقام الأول من الجمهوريين الشماليين ضد خيارات الكونفدرالية ومن الجنوبيين ذوي القضية الخاسرة ضد خيارات الاتحاد. يضم اليوم هواة جمع الطوابع من الشمال والجنوب طوابع جرانت-شيرمان-شيريدان ولي-جاكسون في مجموعاتهم. في سلسلة الحرب الأهلية في تسعينيات القرن العشرين لم يعترض أي مجلس تشريعي للولاية على شيرمان باعتباره الشرير حيث احتج البعض على إصدار عام 1937. استمرت عملية الشفاء.

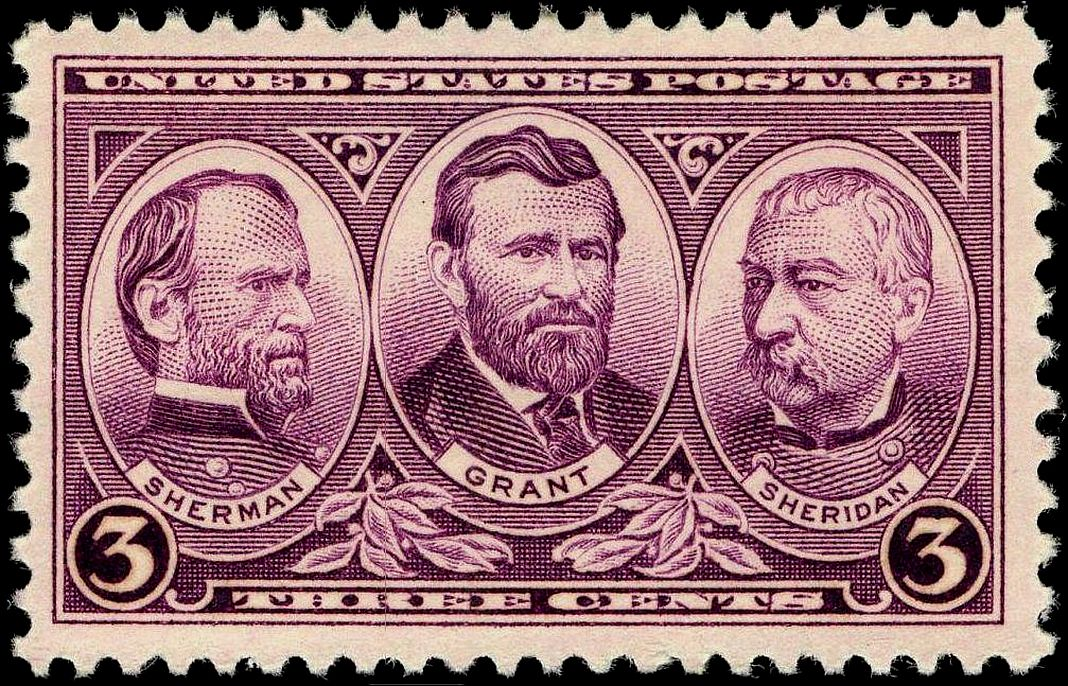
شيرمان وجرانت وشيريدان

- كان يوليسيس إس. جرانت جنرالًا فائزًا في المسرح الغربي في جميع أنحاء وادي نهر المسيسيبي ورقي إلى قائد عام لجيوش الاتحاد لقيادة التقدم عبر برية فيرجينيا وحصار ريتشموند حتى استسلام لي في أبوماتوكس. كانت فلسفته في الحرب هي "إبقاء العدو تحت ضغط لا هوادة فيه في جميع النقاط والقتال كلما سنحت الفرصة".[13] انتخب لاحقًا لفترتين كرئيس للولايات المتحدة خلال إعادة بناء الكونجرس.
  - اكتسب ويليام تيكومسيه شيرمان شهرة كبيرة باعتباره ملازم جرانت في المسرح الغربي ثم أطلق مسيرته إلى البحر عبر جورجيا واتجه شمالاً عبر كاروليناس. كان تصميمه على مهاجمة روح الشعب الجنوبي "نهجًا جديدًا تمامًا لصناعة الحرب".
  - كان فيليب شيريدان قائد سلاح الفرسان التابع للاتحاد هو الذي نجح في النهاية في تأمين وادي فرجينيا سلة الخبز التي تزود ريتشموند وبيترسبرغ طوال حصارهما. لقد أظهر قدرات قيادية لا مثيل لها"من خلال المثال الشخصي والإلهام الواضح".[14] العدد 1937.

- يوليسيس س. جرانت. إصدار 1890.
- وليام ت. شيرمان. إصدار 1894.
- وينفيلد سكوت مؤلف "خطة أناكوندا" الاستراتيجية الكبرى للاتحاد خدم كأول جنرال للجيوش الأمريكية في الحرب الأهلية. لقد رأى بوضوح الحاجة إلى حرمان العالم الخارجي من التجارة الكونفدرالية وشل تجارتها الداخلية وإخضاعها للهجوم المخترق. إصدار 1870.

- كارل شورز الجنرال السياسي الأمريكي الألماني تخليد ذكراه على طابع بريدي ألماني. كان مجندًا مهمًا للوحدات الألمانية الأمريكية وفي وقت لاحق أصبح أول عضو منتخب في مجلس الشيوخ الأمريكي من أصل ألماني العدد 1976.
- جون سي. فريمونت المرشح الرئاسي الجمهوري عام 1856 والجنرال السياسي في وزارة الغرب الذي ألغى لينكولن مرسومه بتحرير العبيد. "كان يفتقر إلى الخبرة والموهبة في الحرب." والآن يتذكره الناس بشكل رئيسي بسبب استكشافاته الغربية إصدار 1898.

الضباط البحريون فاراغوت وبورتر. العدد 1937.
- كان لديفيد فاراغوت دور فعال في تأمين الحصار البحري لخطة أنداكوندا في البحر بما في ذلك الاستيلاء على نيو أورلينز ومعركة خليج موبايل. قام بتنظيم عمليات برمائية لتأمين مستودعات الإمدادات ومحاصرة المتسللين على طول السواحل الكونفدرالية.
- كان لديفيد ديكسون بورتر أهمية كبيرة لقيادته على أنهار وادي المسيسيبي حيث دعم بقوة عمليات النهر والهجمات على الحصون في المناطق الداخلية في الجنوب.
- ديفيد فاراغوت إصدار عام 1903.

ظهر وينفيلد هانكوك في ورقة تذكارية للحرب الأهلية لعام 2011. كان هانكوك هو البطل العام لمعركة جيتيسبيرج ثم أصبح مرشح الحزب الديمقراطي لمنصب الرئيس عام 1880. العدد 1995.

#### ضباط الكونفدرالية
كان طابع لي جاكسون الصادر عام 1937 بمثابة دليل على الوحدة الوطنية للصفقة الجديدة. لم يعد الجنرالات الكونفدراليون خونة بل أصبحوا أبطال حرب أمريكيين يظهرون في الصورة إلى جانب جورج واشنطن وويليام شيرمان ويوليسيس إس. جرانت.
- تولى روبرت إي لي قيادة جيش شمال فرجينيا للدفاع عن المداخل الشمالية في المسرح الشرقي. وكان اتخاذ قراراته سريعًا وصحيحًا في مواجهة العدو. كان تكتيكيًا عظيمًا وكان قادرًا على استغلال أخطاء الاتحاد والتعامل اقتصاديًا مع القوات المتاحة له.

كان توماس جيه جاكسون قائد فيلق لي الأكثر شهرة ولا يزال يدرس في الأكاديميات العسكرية في جميع أنحاء العالم. بفضل حسه الطوبوغرافي الحاد القادر على توجيه "ضربات وحشية وغير متوقعة" أثبت تفوقه النفسي من خلال تضليل خصمه ومفاجأته وإرباكه.
العدد 1937. ضمنت هذه التذكارية في سلسلة الجيش والبحرية لعام 1937 مع خمسة إحياء لذكرى الجيش الأمريكي وخمسة إحياء لذكرى البحرية الأمريكية.
- روبرت إي لي. العدد 1957. أول طابع بريدي أمريكي مخصص لشخصية بارزة من الكونفدرالية.

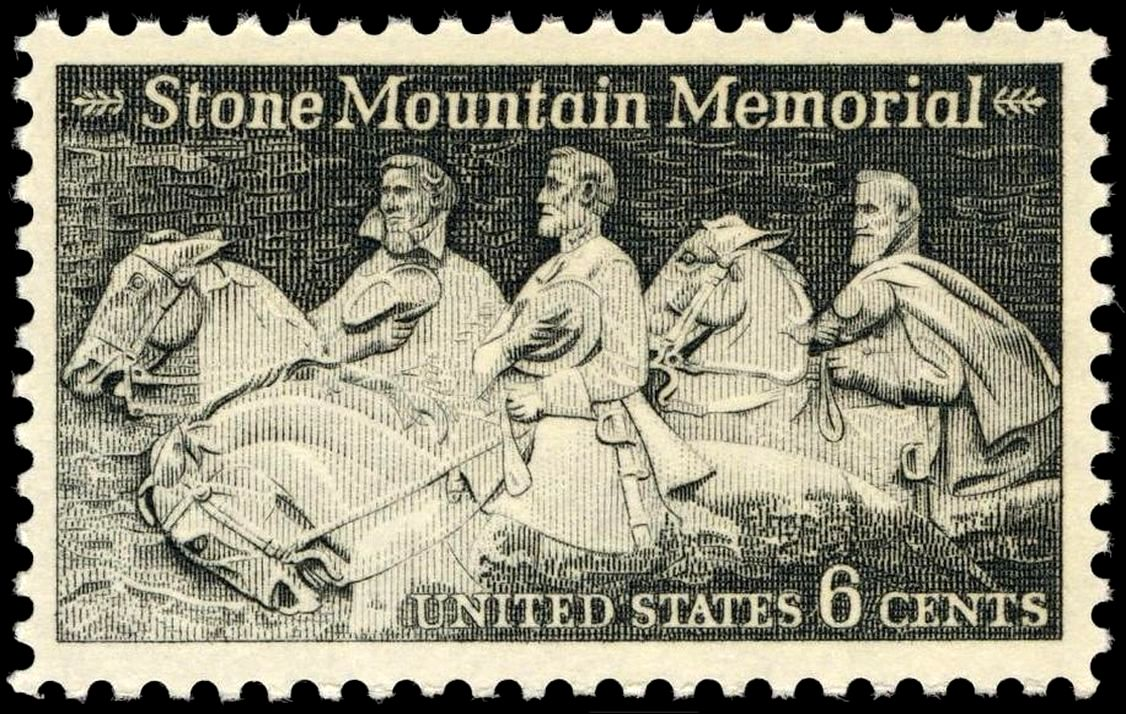
جيفرسون ديفيس، توماس جيه "ستونوول" جاكسون وروبرت إي لي

- أصدر طابع بريدي تذكاري بقيمة ستة سنتات يحمل صورة جيفرسون ديفيس والجنرال توماس جيه "ستونوول" جاكسون وروبرت إي لي في 19 سبتمبر 1970 بالتزامن مع افتتاح النصب التذكاري الكونفدرالي في ستون ماونتن في جورجيا في 9 مايو من ذلك العام. وهو أكبر تمثال بارز في العالم يبلغ ارتفاعه 400 قدم فوق سطح الأرض.

رافائيل سيميس ظهر في ورقة تذكارية للحرب الأهلية لعام 2011. كان سيمز قائدًا بحريًا للطراد سي إس إس ألاباما وسي أس أس سومتر الذي قام بغارات على السفن التجارية الأمريكية في المحيط الهادئ والمحيط الأطلسي. العدد 1995.
ظهرت قف واتي في ورقة تذكارية للحرب الأهلية لعام 2011. كان واتي جنرالًا أمريكيًا أصليًا ينتمي إلى فصيل شيروكي متحالف مع الكونفدرالية وممثل في الكونجرس الخاص بها. العدد 1995.
ظهر جوزيف إي. جونستون في النشرة التذكارية للحرب الأهلية لعام 2011. كان جونستون قائدًا للجيوش الغربية للاتحاد الكونفدرالي. كانت استراتيجيته هي الصورة المرآة لاستراتيجيات لي الهجومية في استراتيجية الهجوم الدفاعي الكونفدرالية وشدد جونستون على التراجع الدفاعي إلى أتلانتا. العدد 1995.

#### الجنود العاديون
لقد أوقعت الحرب أعظم الخسائر على "الجيل الذهبي" المولود في الفترة من 1822 إلى 1842. وكانوا أول جيل أمريكي يخضع للتجنيد الإجباري من كلا الجانبين. لقد قاتل حوالي سبعة ملايين شخص وبلغت نسبة القتلى منهم عشرة في المائة واحد من كل خمسة عشر من جانب الاتحاد وواحد من كل أربعة من جانب الكونفدرالية. على مدى ستة آلاف معركة في الحرب الأهلية مات عدد أكبر من عدد ضحايا الحروب الأمريكية مجتمعة وكان معدل الضحايا أكبر ثماني مرات من ضحايا الحرب العالمية الثانية. دفن ما يقرب من نصفهم في قبور مجهولة.
شهد عامي 1948 و1951 إصدار طابعين مصاحبين لإحياء ذكرى الجندي العادي في الحرب الأهلية.
- كان الجيش الكبير للجمهورية هو المنظمة الوطنية لقدامى المحاربين من جنود وبحارة الاتحاد. العدد 1948.
- كان المحاربون القدامى الكونفدراليون المتحدون منظمة المحاربين القدامى الوطنية للجنود والبحارة الكونفدراليين. العدد 1951.

#### المدنيون
ملاحظة : يوجد قسم مخصص لأبراهام لينكولن أدناه.
- إدوين م. ستانتون وزير حرب لينكولن والذي لعب دورًا أساسيًا في نجاح الاتحاد. وفي وقت لاحق أدت محاولة أندرو جونسون لإزالة ستانتون إلى عزل جونسون. كان مناهضًا للعبودية إلى حد ما وكان يتعاون بشكل جيد مع رؤساء اللجان في الكونجرس من كلا الحزبين. قام بتنظيم بيروقراطية فعالة في وزارة الحرب ونظام للمناقصات التنافسية المفتوحة للمقاولين. أسس منظمة السكك الحديدية والتلغراف العسكري. إصدار 1871.
- كان فريدريك دوغلاس ناشطًا في مجال إلغاء العبودية قبل الحرب. ناشر صحيفة نورث ستار. كان أحد أبرز المناهضين للعبودية في الحرب الأهلية وقام بتجنيد الأمريكيين من أصل أفريقي في جيش الاتحاد بما في ذلك ولديه. حضر اجتماع سينيكا فولز عام 1848 وكان مدافعًا طوال حياته عن حق المرأة في التصويت. العدد 1967. أول طابع بريدي أمريكي رسمي لتكريم أمريكي من أصل أفريقي.

- كلارا بارتون "ملاك ساحة المعركة" عملت كممرضة على الخطوط الأمامية في سيدار ران وبول ران الثاني وأنتيتام وفريدريكسبيرج. كان مسؤولاً عن مستشفيات جيش جيمس في عام 1864. مؤسس الصليب الأحمر الأمريكي لاحقًا. العدد 1940.
- كان أندرو كارنيجي مشرفًا على السكك الحديدية العسكرية وخطوط التلغراف التابعة للحكومة الاتحادية في الشرق. لاحقًا قطب شركة الصلب الأمريكية. تعرض لضربة شمس أثناء مساعدة جنود الاتحاد الجرحى بعد معركة بول ران الأولى. العدد 1960.
- ظهرت سوجورنر تروث كناشطة في مجال حقوق الإنسان في سلسلة التراث الأسود. أثناء الحرب الأهلية قامت بتجنيد قوات سوداء لجيش الاتحاد وانضم حفيدها إلى فوج ماساتشوستس الرابع والخمسين. في عام 1864 عملت في جمعية الإغاثة الوطنية للمحررين في واشنطن العاصمة. العدد 1986.
- ظهرت هارييت توبمان في النشرة التذكارية للحرب الأهلية لعام 2011. كان توبمان، "موسى" قائدًا في السكك الحديدية تحت الأرض وجند لصالح جون براون وعمل كجاسوس للاتحاد. العدد 1995.[16]
- ظهرت ماري تشيسنات في ورقة تذكارية للحرب الأهلية لعام 2011. كانت تشيسنات كاتبة مذكرات كونفدرالية متزوجة من جيمس عضو مجلس الشيوخ الأمريكي وموقع على دستور الكونفدرالية والجنرال في الجيش. انتقد تشيستنت العبودية و"تدخل اليانكي" قائلاً : "فكروا في كل هذه الأرواح الشابة التي ضحت بها!" عدد عام 1995.[16]
- ظهرت فيبي بيمبر في النشرة التذكارية للحرب الأهلية لعام 2011. خدم بيمبر كممرض ومدير مستشفى كونفدرالي لـ 15000 مريض في ريتشموند. هانكوك 1995 العدد.[16]

### أحداث في الحرب الأهلية
- تعتبر معركة حصن سمتر أول معركة في الحرب الأهلية الأمريكية. أدى إطلاق الكونفدرالية النار على علم الاتحاد إلى استدعاء لينكولن للمتطوعين لاستعادة ملكية الولايات المتحدة لحصونها وممتلكاتها في جميع أنحاء الجنوب. العدد 1961.
- أول سباق بول ران (أول ماناساس). يخلد طابع بول ران ذكرى أول معركة كبرى بالقرب من ماناساس فيرجينيا. إنها تعيد إنتاج لوحة "الاستيلاء على بطارية ريكيت" التي رسمها سيدني إي. كينج عام 1964 والتي تظهر القتال على تل هنري من أجل بطارية اتحادية مهمة. تظهر قوات الاتحاد وهي تفر من مواقعها في طريق العودة إلى واشنطن العاصمة.[17] صد تقدم الاتحاد نحو ريتشموند بخسائر أكبر من أي خسائر في الحرب المكسيكية مما عزز كلا الجانبين لصراع طويل. ومن المثير للاهتمام أن الكونفدراليين لم يتمكنوا من متابعة انتصارهم ولم ينسحب الاتحاد من احتلاله. العدد 2011.[18]

- ضمنت معركة شيلوه تقدم الاتحاد على طول نهر تينيسي وضمنت سمعة جرانت في المسرح الغربي. العدد 1962.
- كان الاستيلاء على نيو أورليانز انتصارًا بحريًا مهمًا للاتحاد على السفن الحربية والزوارق الحربية الكونفدرالية. لقد وضع هذا الميناء الأكثر أهمية للاتحاد في يد الاتحاد مما أثر على التجارة والتمويل وبناء السفن. الطابع البريدي يعيد إنتاج طباعة حجرية ملونة من عام 1862 بواسطة كورير آند آيفز بعنوان "الانتصار البحري الرائع على نهر المسيسيبي 24 أبريل 1862"[19] كان الميناء منطقة تجمع عسكرية للاتحاد، ومحطة على خط السكة الحديد تحت الأرض وكانت منطقة زراعة الغذاء المهمة تدعم جيوش الاتحاد. لقد قاموا باستبعاده من إعلان التحرير. العدد 2012.[20]

- كانت معركة أنتيتام في عام 1862 واحدة من أهم العمليات العسكرية في الحرب الأهلية بأكملها. لقد أعطى انعكاس ثروات الكونفدرالية دفعة هائلة للمعنويات الشمالية وحال دون الاعتراف الأجنبي بالولايات الكونفدرالية. تعيد الطوابع إنتاج لوحة من عام 1887 لثوري دي ثولستروب وهي واحدة من سلسلة من المطبوعات الشعبية التي كلفت في ثمانينيات القرن التاسع عشر من قبل ناشر بوسطن لويس برانج وشركاه لإحياء ذكرى الحرب الأهلية.[19] كانت معركة أنتيتام بمثابة انتصار الاتحاد الذي أشار إلى إعلان لينكولن التمهيدي لتحرير العبيد في مناطق التمرد. وقد شهدت أكبر عدد من الضحايا في معركة استمرت ليوم واحد. العدد 2012.[21]
- تعتبر معركة جيتيسبيرج نقطة التحول العسكرية في الحرب الأهلية. وأسفرت عن سقوط أكبر عدد من الضحايا خلال ثلاثة أيام من القتال. كان صد غزو لي للشمال بمثابة نهاية آمال الكونفدرالية في الحصول على الاعتراف الدولي. العدد 1963.

- فتحت معركة فيكسبيرج نهر المسيسيبي أمام إمدادات الحرب والتجارة غير المقيدة للاتحاد "إن أبو تدفق المياه لا يتأثر بالبحر". لينكولن. كانت هذه ذروة الحملة العسكرية الأطول والأكثر تعقيدًا في الحرب الأهلية. كانت فيكسبيرج مدينة ساحلية كبرى على نهر المسيسيبي مما حال دون سيطرة الاتحاد على النهر بأكمله وهو ما كان "المفتاح" لإنهاء الحرب. في "أعظم عملية برمائية في التاريخ الأمريكي حتى ذلك الوقت" حاصر جرانت مدينة فيكسبيرج. بدأ الهجوم في 19 مايو وبعد الحصار استسلمت المدينة في 4 يوليو بعد يوم واحد من انتصار الاتحاد في جيتيسبيرج. طابع معركة فيكسبيرج هو إعادة إنتاج ليثوغرافيا من عام 1863 بواسطة كورير آند إيفز بعنوان "أسطول الأدميرال بورتر يخوض الحصار المتمرد لنهر المسيسيبي في فيكسبيرج 16 أبريل 1863". إصدار 2013.
- كانت معركة البرية عبارة عن سلسلة من المعارك على مدى أسابيع حيث واجه جرانت جيش شمال فرجينيا الذي كان لا يقهر في السابق وتوجه جنوبًا نحو ريتشموند. تحولت الحملة إلى حرب استنزاف أدت إلى أن يطلق منتقدو جرانت عليه لقب الجزار. العدد 1964.

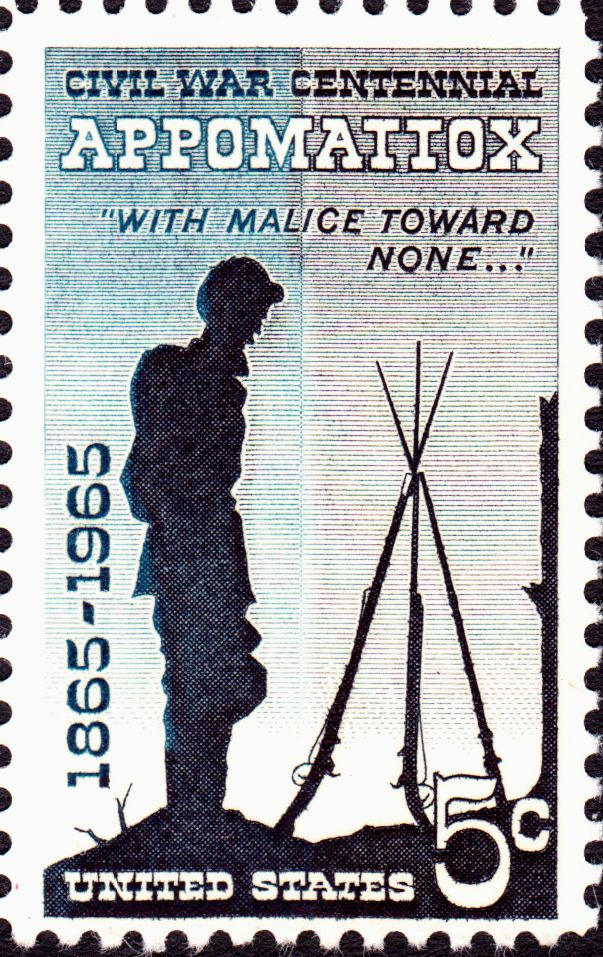
استسلام أبوماتوكس

جاء استسلام أبوماتوكس في أعقاب إخلاء القوات الكونفدرالية من بيترسبورغ وريتشموند. كان جيش لي المتبقي محاصرًا دون أي إمدادات من الطعام أو الذخيرة. وكانت الشروط سخية مما ساهم في شفاء الأمة بعد الحرب الأهلية. العدد 1965.
وقد ظهرت معركة هامبتون رودز بين مونيتور وميريمك (فرجينيا) ومعركة شيلوه ومعركة تشانسيلورسفيل ومعركة جيتيسبيرج في ورقة تذكارية للحرب الأهلية في العشرين. العدد 1995.

#### إعادة الإعمار
يرجع المؤرخون المعاصرون فترة إعادة الإعمار إلى الفترة من عام 1863 إلى عام 1877. شهدت هذه الفترة جهودًا وطنية لدمج العبيد السابقين في المجتمع الأمريكي من خلال "الحرب الأهلية" أو تعديلات إعادة الإعمار كأحرار في التعديل الثالث عشر كمواطنين في كل ولاية في التعديل الرابع عشر وكناخبين في التعديل الخامس عشر. أرسل التعديل الثالث عشر إلى الولايات قبل اغتيال لينكولن وقاموا بإقرار التعديل الرابع عشر رغم معارضة جونسون النشطة وأقر التعديل الخامس عشر أثناء إدارة جرانت.

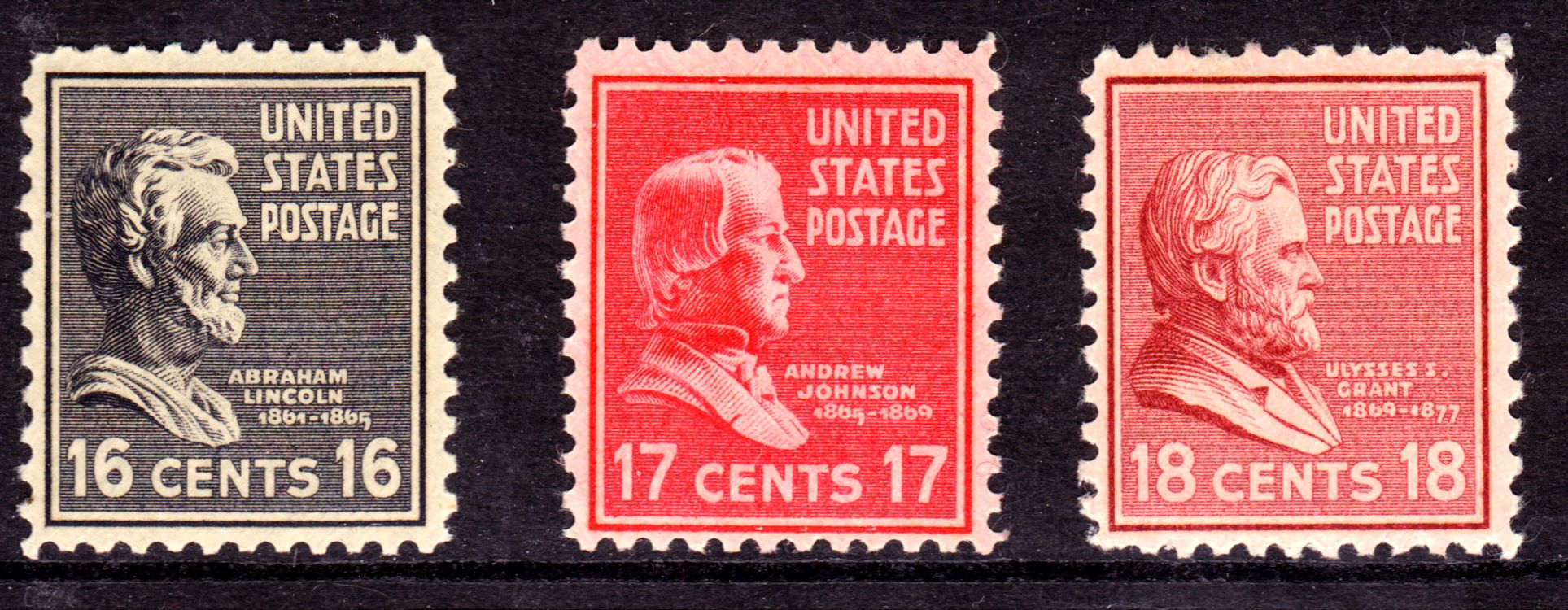
لينكولنو جونسون وجرانت

- أشرف لينكولن على إعادة الإعمار في تلك الولايات والأماكن التي لم تكن مدرجة في إعلان تحرير العبيد مثل تينيسي وأجزاء من لويزيانا وفيرجينيا.
- ولم يستمر برنامج جونسون " لإعادة البناء الرئاسي " حتى عام 1868. لقد عزل مع أنه لم يعزل من منصبه.
- خدم جرانت فترتين متتاليتين في إدارة " إعادة الإعمار الكونجرسية ". العدد 1938.

- أدى إعلان تحرير العبيد الذي أصدره لينكولن إلى تحرير جميع العبيد في الأراضي التي كانت تحت التمرد. احتفل بالذكرى المئوية لتأسيسها بإصدار طابع بريدي بقيمة 5 سنتات للبيع في شيكاغو إلينوي في 16 أغسطس 1963 وهو اليوم الافتتاحي لمعرض قرن التقدم الزنجي هناك. تصمم من قبل جورج أولدن و طبع على مطبعة جيوري و أصدر في أجزاء من خمسين مع طباعة أولية بلغت 120 مليون طابع بريدي.
- قاموا بإحياء ذكرى التعديل الثالث عشر لدستور الولايات المتحدة الأمريكية بإصدار طابع بريدي بقيمة 3 سنتات في الذكرى الخامسة والسبعين في 20 أكتوبر 1940. ألغى التعديل العبودية في الولايات المتحدة. مول التمثال البرونزي الذي صنعه توماس بول في لينكولن بارك واشنطن العاصمة من خلال اشتراكات تطوعية من العبيد المحررين ويصور التمثال لينكولن وهو يقدم إعلان التحرير لرجل أسود.

#### ثقافة
في الأدب أثار اندلاع الحرب الأهلية اعتبارات مهمة تتعلق بالقومية والمواطنة وطبيعة الجمهورية الأمريكية.
- كانت منطقة كانساس قد تقدمت بطلب للحصول على وضع الولاية كولاية عبودية من خلال إجراء دستوري مزقته أعمال العنف والفساد، كانساس النازفة. صوت مجلس النواب ضد اقتراح الرئيس بوكانان بإنشاء ولاية للعبيد.[25] العدد 1954.
- تم قبول ولاية كانساس في الاتحاد كولاية ذات تربة حرة وسط الولايات التي أعلنت الانفصال وقبل أن يطلق الكونفدراليون الرصاصة الأولى على حصن سمتر. قيل أن ولاية كانساس كانت سببًا في انفصال ولاية فيرجينيا.[26] إصدار 1961.

- أعيد نشر مناظرات لينكولن-دوغلاس على نطاق واسع باعتبارها أدبيات لحملة لينكولن الرئاسية. وفي "مبدأ نورفولك" الذي أطلقه دوغلاس أثناء حملته الانتخابية في الجنوب وعد بمقاومة الانفصال بالقوة. في النهاية قام دوغلاس بحشد القوات لـ"جيش لينكولن" في جميع أنحاء إلينوي بعد إطلاق النار على حصن سمتر.[27] العدد 1958.
- اقتباس من العقيدة الأمريكية من رسالة إلى إتش إل بيرس 6 أبريل 1859. العدد 1960. كان من المقرر نشر العديد من رسائل لينكولن ولكن سرعان ما وجدت طريقها إلى الصحافة.

- ساعد خطاب جيتيسبيرج في إعادة تعريف هدفين للحرب لدى الاتحاد في الحرب الأهلية وطبيعة القومية الأمريكية. تعتبر واحدة من روائع الأدب الإنجليزي وتتبع بوجه عام شكل خطاب بريكليس. العدد 1948.
- اقتباس من خطاب لينكولن وخطاب جيتيسبيرغ : "من الشعب بواسطة الشعب من أجل الشعب". لينكولن هو الرئيس الوحيد الذي وُضِعَت صورته على طابع بريد جوي. العدد 1960.

- ربما تكون قبة مبنى الكابيتول الأمريكي المعلم الأمريكي الأكثر شهرة من صنع الإنسان حيث ترمز إلى الجمهورية المتحدة تحت التمثال الذي كان يسمى في الأصل " الحرية المنتصرة في الحرب والسلام ". صمم القبة من قبل المهندس المعماري توماس يو والتر وكان مونتجومري سي ميجز وهو نقيب في فيلق مهندسي الجيش المشرف الرئيسي على البناء حتى بداية الحرب. وضع القسم الأخير من تمثال الحرية في مكانه أعلى القبة في 2 ديسمبر 1863 بواسطة ويليام ب. فرانكلين بصفته المهندس المسؤول وسط الاحتفالات والتحية العسكرية. العدد 1922.
- الحرية منتصرة في الحرب والسلام فوق قبة مبنى الكابيتول الأمريكي. 2 ديسمبر 1863 بعد انتصارات يوليو في جيتيسبيرج وفيكسبيرج. برونز من صنع النحات توماس كروفورد. قاموا بالموافقة على التصميم النهائي من قبل وزير الحرب الأمريكي آنذاك جيفيرسون ديفيس في أبريل 1856. العدد 1923.

لقد بدأت بالفعل تغييرات اجتماعية جذرية تتعلق بالاتصالات وحقوق المرأة والحقوق المدنية وحقوق الولايات وقضايا أخرى قبل الحرب الأهلية وتسارعت خلالها إلى العصور التاريخية اللاحقة.

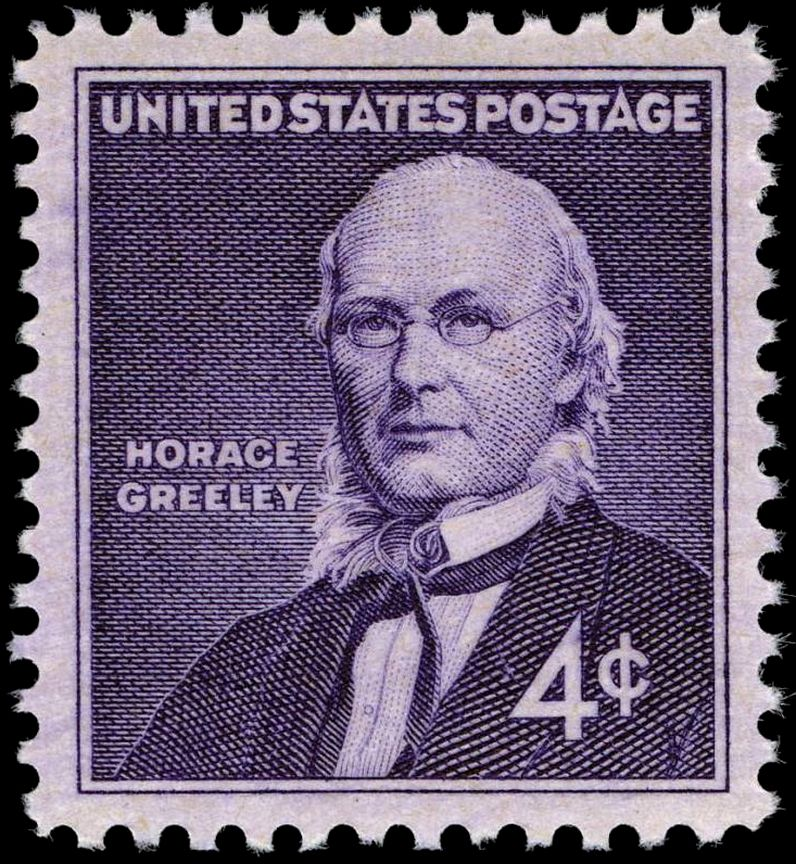
هوراس جريلي

- هوراس جريلي محرر صحيفة نيويورك تريبيون وهي صحيفة جمهورية يومية. وبحلول عام 1860 أصبحت الصحيفة الرائدة في البلاد خارج الجنوب حيث حظرت. أيد جريلي على مضض لينكولن ودافع عن قانون المزرعة المنزلية وروج للنباتية. لقد تردد في دعم المجهود الحربي. بعد الأعمال العدائية سعى إلى العفو عن المتمردين وساهم في الكفالة المقدمة لإطلاق سراح جيفيرسون ديفيس من السجن. العدد 1961.

- ربط قطار بوني إكسبريس الشرق بالغرب من سانت جوزيف في ميزوري إلى ساكرامنتو في كاليفورنيا أثناء الحرب الأهلية. بحلول شهر نوفمبر من عام 1860 ربط راكبو بوني إكسبريس مدينة فورت كيرني إقليم نبراسكا في نهاية خط التلغراف الشرقي مع مدينة فورت تشرشل إقليم نيفادا في نهاية خط التلغراف الغربي.قاموا باستبدال بوني إكسبريس بالكامل بخطوط التلغراف في أكتوبر 1861 وانتهى تشغيله. بدأت شركة الحنطور في تقديم خدمة البريد المنتظمة.[28] إصدارات 1869 و1940 و1960.

- المناضلات من أجل حق المرأة في التصويت إليزابيث كادي ستانتون وكاري تشابمان كات ولوكريشيا موت 1948. انضمت حركة المطالبة بحق المرأة في التصويت إلى صفوف المناهضين للعبودية مع اقتراب الحرب الأهلية وكانت نشطة طوال الحرب الأهلية وبعدها. وفي المقابل دعم إلغاء العبودية مثل فريدريك دوغلاس حق المرأة في التصويت بعد الحرب الأهلية. "100 عام من تقدم المرأة 1848-1948" مكتوب أسفل صور العدد الصادر عام 1948.
- أوليفر ويندل هولمز العقيد خدم كضابط في الاتحاد في القتال وفي هيئة أركان الجنرال. خدم لاحقًا في المحكمة العليا وكان له تأثير على الفكر القانوني فيما يتعلق بالتنظيم الاقتصادي الوطني. العدد 1968.

- ستيفن سي. فوستر كاتب أغاني شعبية مثل "أوه سوزانا" و"بعيدًا إلى الجنوب" و"جيني ذات الشعر البني الفاتح". انتقل إلى نيويورك في عام 1860 وكتب أغاني وطنية في مسيرته المهنية المتدهورة. العدد 1940.
- كانت سوزان ب. أنتوني قبل الحرب وأثناءها عميلة لجمعية مكافحة العبودية الأمريكية في نيويورك التي أسسها ويليام لويد جاريسون. وبعد ذلك أصبحت مدافعة عن حق الاقتراع للمحررين في التعديل الخامس عشر وسعت إلى توسيعه ليشمل النساء. العدد 1955.

لقد أعادت الموجة الثانية من الهجرة تشكيل المجتمع الأمريكي من حيث تنوعه وأعداد سكانه الحضريين مما أدى إلى انفجار التجارة الداخلية وتوفير قاعدة استهلاكية للعصر الصناعي القادم. بلغت نسبة المهاجرين من "الجيل الذهبي" الذي خاض الحرب الأهلية 28 بالمائة وهي نسبة أكبر من أي جيل آخر في أمريكا منذ العصر الاستعماري.
وقد عززت موجات الهجرة الزيادة الطبيعية في أعداد السكان لصالح الاتحاد في ساحة المعركة. شكل المهاجرون الألمان والأيرلنديون عدة أفواج عرقية. قاموا بإحياء ذكرى الهجرة الألمانية والأيرلندية في الطوابع البريدية الأمريكية.
- الذكرى 300 للهجرة الألمانية. العدد 1983.
- الهجرة الأيرلندية. (عنصر نائب). العدد 1999. لمشاهدة الصورة، انظر متحف البريد الوطني .

- أقر قانون المسكن من قبل الكونجرس في عام 1862. منح قطع أرض مجانية بحجم عائلي للإقامة لمدة خمس سنوات. يلبي النمو الزراعي متطلبات الاتحاد الأوروبي ويوفر محاصيل القمح لأوروبا. العدد 1962.
- كان تسليم البريد البري يحصل في المقام الأول عن طريق عربات البريد التي تجرها الخيول وقد حلت محل خدمة بوني إكسبريس وقاموا باستبدال عربات البريد بالسكك الحديدية. العدد 1958.

تم الاحتفال بالذكرى المئوية لقانون إنشاء الكليات والجامعات الممنوحة للأراضي في 14 نوفمبر 1962 ليتزامن مع الاجتماع السنوي لجمعية الجامعات الحكومية والكليات الممنوحة للأراضي. يتميز التصميم الذي صممه هنري ك. بنكاث بمصباح تعليمي مقابل خريطة بارزة للولايات المتحدة القارية.
طوال الحرب الأهلية استمرت الجهود لتطوير الاتصالات مع أوروبا عبر التلغراف بواسطة كابل عبر المحيط الأطلسي. وضع الأول في عام 1858 لكنه لم يعمل إلا لمدة ثلاثة أسابيع. كان المشروع الأولي بقيادة شركة سايروس ويست فيلد وشركة أتلانتيك تيليغراف. وتواصلت الجهود مع تحسين التكنولوجيا إلى حد كبير في عامي 1865 و1866. أصدرت عملة تذكارية بقيمة 4 سنتات في الذكرى المئوية للمحاولة الأولى. العدد 1958.
خلال فترة الصراع قبلت ولايتين إضافيتين من الولايات ذات التربة الحرة وهو ما أدى إلى جانب إعادة إعمار لينكولن إلى تحريك البلاد بشكل حاسم نحو تحقيق عدد الولايات المكونة من ثلاثة أرباع المطلوب في التعديل الدستوري لإلغاء العبودية بحلول ديسمبر/كانون الأول عام 1865.
- تأسست ولاية فرجينيا الغربية على يد الموالين لها من سكان فرجينيا في المؤتمر الدستوري وقاموا بقبولها من قبل الكونجرس ضمن الاتحاد في عام 1863.[29] العدد 1963.
- شهدت ولاية نيفادا اندفاعًا للفضة (منجم كومستوك) مما أدى إلى إنشائها كولاية قبل تراكم سكان الولايات السابقة. العدد 1964.

## تكنولوجيا
ساهم المخترعون في كلا جانبي الصراع وأبرزهم الاتحاد في الأماكن ذات الأهمية الاستراتيجية الأساسية مما أدى إلى توسيع مزاياه المادية على الكونفدرالية.
- اخترع صموئيل مورس التلغراف الذي سمح للينكولن بالاستماع إلى الاتصالات المباشرة بين جنرالات الجيش من مكتبه في وزارة الجيش.[30] استخدم جرانت التلغراف للتواصل بشكل فوري مع قادة فرقته في الميدان حيث قام بتركيب أسلاك التلغراف في نهاية مسيرة كل يوم.[31] العدد 1940.
- اخترع إيلي ويتني الأجزاء القابلة للتبديل في تصنيع البنادق المخروطية للاتحاد وأشرف على الآلات في كونيتيكت.[32] كان الحدادون الميدانيون قادرين على إنقاذ الأجزاء غير المكسورة من ساحة المعركة لإعادة إصدارها على الفور في جيوش الاتحاد. كانت موهبة ويتني التكنولوجية بالغة الأهمية بالنسبة للاتحاد الكونفدرالي : حيث أدى اختراعه لمحلج القطن إلى تحويل القطن إلى منتج تجاري قابل للتطبيق مما أدى إلى نمو هائل في الاقتصاد الزراعي الجنوبي القائم على العبيد والذي كانت الولايات الكونفدرالية الأمريكية تأمل من خلاله أن تزدهر كأمة مكتفية ذاتيًا.[33] العدد 1940.

- روبرت فولتون هو من اخترع القارب البخاري. في البداية استخدمت القوارب ذات العجلات الجانبية في الأنهار والخلجان الأصغر حجمًا ثم أصبحت القوارب ذات العجلات الجانبية قوية بما يكفي للإبحار عكس التيار في نهر المسيسيبي.[34] العدد 1965.
- أثبتت السفينة البخارية سافانا أن التكنولوجيا قادرة على عبور المحيط الأطلسي. هاجمت الغواصة الحربية المدرعة سافانا التي تحمل نفس الاسم حصار الاتحاد. ستكون الزوارق الحربية البخارية التابعة للاتحاد بمثابة العمود الفقري للحصار البحري الذي فرضه الشمال. العدد 1944.

لقد اخترع سايروس ميكورميك آلة حصاد ميكانيكية والتي إلى جانب ابتكارات ميكانيكية أخرى مكنت الشمال من إطعام نفسه وكذلك جيوشه في الميدان أثناء الحرب وفي الحامية وتصدير الحبوب إلى أوروبا خلال الجفاف الذي ضرب البلاد في ستينيات القرن التاسع عشر. كان تصدير الحبوب من الاتحاد متوازنًا جزئيًا مع الجاذبية الاقتصادية لـ "ملك القطن" لإحباط الاعتراف بالكونفدرالية. عزز صناعاته من فرجينيا إلى شيكاغو في أربعينيات القرن التاسع عشر وكان نشطًا في الكنيسة المشيخية والسياسة الديمقراطية. إصدار 1898.
- قام بيتر كوبر ببناء أول قاطرة بخارية في الولايات المتحدة واعتمدت السكك الحديدية مقياسًا قياسيًا لتسهيل النقل العسكري أثناء الحرب الأهلية.[36] العدد 1901.
- أنشىء أول خط سكة حديد عبر القارات بموجب قانون صادر عن الكونجرس عام 1862 وهو قانون السكك الحديدية في المحيط الهادئ. تعتمد شركة سكك حديد يونيون باسيفيك في الغالب على المهاجرين الأيرلنديين بينما تستورد شركة وسط المحيط الهادئ التي تعمل في الساحل الغربي العمال الصينيين. منح منح إضافية للأراضي لمضاعفة مساحتها إلى شركات السكك الحديدية في 2 يوليو 1864.[37] العدد 1944.

- جيمس أبوت ماكنيل ويسلر رسام قام برسم الخرائط العسكرية قبل الحرب الأهلية ورسام ونقاش لهيئة المسح الساحلي والجيوديسي في واشنطن. واصل مسيرته الفنية في إنجلترا وفرنسا خلال سنوات الحرب ولم يعد إلى الولايات المتحدة أبدًا[38] إصدار عام 1940.
- كروفورد دبليو لونج عالم وطبيب قام بتطوير الأثير المستخدم في العمليات الجراحية على نطاق واسع من كلا الجانبين. العدد 1940.

- إلياس هاو مخترع ماكينة الخياطة للزي الرسمي ذي الحجم القياسي المستخدم في جيش الاتحاد. انضم إلى فوج المشاة السابع عشر في ولاية كونيتيكت التابع لجيش الاتحاد أثناء الحرب الأهلية وكان مديرًا لفوج البريد. العدد 1940.
- اخترع جون إريكسون آلة مونيتور التي تعمل بالبخار والمدعومة بالحديد والتي هزمت فرجينيا في معركة هامبتون رودز.[39] حافظ الخلفاء على الحصار البحري للاتحاد في كل مكان بنى فيه الكونفدراليون سياجًا حديديًا لكسر الحصار المفروض على السفن الخشبية كما استخدموها في قصف الحصون. العدد 1926.

## مشاهير والحرب الأهلية

### المؤلفون والحرب الأهلية
لاحقًا خلد ذكرى المؤلفين البارزين من جيل الحرب الأهلية من خلال الطوابع البريدية نظرًا لمساهماتهم المهمة طوال حياتهم المهنية في الأدب الأمريكي. دعا العديد من المؤلفين المتعاليين إلى إلغاء العبودية والحرب على الفور. وقد عمل بعض المؤلفين كممرضين أو كتبوا دون أي مشاركة مباشرة في الصراع.
الجيل "المتعالي" المولود من عام 1792 إلى عام 1821. وباعتبارهم جيلًا في العشرينيات من عمرهم فقد شكلوا النواة الأصلية للحركات الإنجيلية وإلغاء العبودية في ثلاثينيات القرن التاسع عشر. لقد أدى تطرفهم سواء من جانب ويليام لويد جاريسون أو نات تيرنر إلى إنهاء أي محاولة للتوصل إلى حلول وسط من جانب "الشيوخ" الذين اجتمعوا مع لينكولن في فندق ويلارد عشية معركة فورت سمتر. في بداية الحرب الأهلية كانوا في الخمسينيات من عمرهم "جمهوريين سود" من ماساتشوستس و"آكلي نار" من ساوث كارولينا "مستعدين تمامًا لإراقة دماء الشباب لتحقيق ما كانوا يعلمون أنه الصواب". في شيخوختهم شهدوا تفكك إعادة الإعمار وسقوط قضايا الشباب في عداد الازدراء.
- كتب رالف والدو إيمرسون كتاب "سلوك الحياة" عن القضايا الحالية باعتباره مناهضًا للعبودية. لقد احتضن الحرب من أجل نهضة وطنية.[41] ومع اقتراب الحرب الأهلية أقر بأن الوسائل السياسية لا يمكنها تصحيح القانون غير الأخلاقي. كانت "محاضرته عن العبودية" مناهضة للعبودية إلى حد ما ولكن في الحرب قال إن الجنوب يجب أن "يُقصف بدلاً من التفاوض بشأن السلام".[42] عدد عام 1940.
- كان هنري وادزورث لونجفيلو يؤيد إلغاء العبودية خلال ستينيات القرن التاسع عشر وبعد الحرب الأهلية كان يأمل في المصالحة بين الولايات.[43] كتب "قصائد عن العبودية". صديق تشارلز سامنر. انضم ابنه الأكبر إلى جيش الاتحاد.[44] عدد الاتحاد السوفييتي لعام 1958.
- كتب هنري ديفيد ثورو نداءً للكابتن جون براون مما دفع المناهضين للعبودية إلى قبول براون باعتباره شهيدًا وغنّت جيوش الشمال مديح براون أثناء المسيرة.[45] العدد 1967.

جون جرينليف ويتير، شاعر، مناهض للعبودية بعد عام ١٨٣٠، ألقى محاضرات وناشطًا في مجال الضغط، وكاد في عدة مناسبات أن ينجو من أذى جسدي. كتب لجريدة بنسلفانيا فريمان والعصر الوطني. كتب "الأغاني الشعبية" عام ١٨٦٠، وفي زمن الحرب عام ١٨٦٤. كان من "شعراء الشهرة" إلى جانب براينت ولونجفيلو. عدد ١٩٤٠.
```
جيمس راسل لويل، شاعر، مناهض للعبودية بعد عام ١٨٤٥. خلف لونجفيلو أستاذًا للغات الحديثة في جامعة هارفارد، ونشر مجلة أتلانتيك الشهرية. نُشرت السلسلة الثانية من أوراق بيغلو في أتلانتيك خلال الحرب الأهلية
[
47
]
 عدد ١٩٤٠.
```

الجيل "المذهب" المولود من عام 1822 إلى عام 1842. كان الجيل نفسه الذي توافد على كاليفورنيا للبحث عن الذهب في سن المراهقة هو أغلب المشاركين الفعليين وضحايا المعارك في الحرب الأهلية الأمريكية. لقد توقعوا مغامرة سريعة وربما مجد أو ربح أيضًا. إنهم يريدون أن يتخلصوا من كل الكراهية المدوية التي يكنها لهم آباؤهم المناهضون للعبودية و"الجنوبيون" ثم يشرعون في تسوية الحدود الغربية. بالنسبة للسود المذهبين كانت الحرب بمثابة مسيرة نحو "حرية الجسد والدم". في شيخوختهم تحول هؤلاء المذهبون "في وقت لاحق إلى ساخرين مريرين بشأن الحروب الصليبية العاطفية".
- عمل والت ويتمان كممرض في مستشفيات الاتحاد في جميع أنحاء العاصمة واشنطن وكتب "الجيش العظيم من المرضى".[49] مع أن قصيدة "إلى القضية القديمة" دعت إلى الحرب كطقس للتطهير الوطني من المادية والفساد السياسي إلا أن ويتمان لم يكن مناهضًا للعبودية وكان يعتقد أن الشمال والجنوب قابلان للتصالح. "اضرب! اضرب! اقرع الطبول!" كانت هذه دعوةً لحمل السلاح بعد كارثة بول ران الأولى. تتحول أغنية "طبول الطبول" إلى الحزن على الجرحى والمحتضرين. احتوى "الجزء الثاني" على إشادات باستشهاد لينكولن.[50] العدد 1948.
- عملت لويزا ماي ألكوت كممرضة في مستشفى جورج تاون في العاصمة واشنطن وكتبت لمجلة أتلانتيك ومجلات الكومنولث المناهضة للعبودية وكشفت عن ظروف المستشفى.[51] في وقت سابق كتبت قصيدة مؤيدة لإلغاء العبودية بعنوان "مع وردة تفتحت في يوم استشهاد جون براون" وفي وقت لاحق كتبت قصيدة "نساء صغيرات" عن عائلة شمالية كان رب الأسرة غائبًا بسبب الحرب.[52] العدد 1940.

- انضم صامويل إل. كليمنس (مارك توين) لفترة وجيزة إلى وحدة محلية كونفدرالية. ثم غادر إلى نيفادا للعمل مع شقيقه وهو مسؤول كبير في الحكومة الفيدرالية. يروي توين في كتابه "التاريخ الخاص لحملة فاشلة" كيف تطوع هو وأصدقاؤه لمدة أسبوعين قبل حل شركتهم. انتقل إلى نيفادا وتجنب المزيد من الخدمة.[53] العدد 1940.
- كتبت إيميلي ديكنسون في منزلها وأرسلت رسائل إلى أحد ضباط إلغاء العبودية في الاتحاد والذي شجعها على الكتابة.[54] العدد 1971.

### الرؤساء والحرب الأهلية
بالإضافة إلى أبراهام لينكولن في الولايات المتحدة وجيفرسون ديفيس في الولايات الكونفدرالية كان لدى تسعة رؤساء أمريكيين خبرة في الحرب الأهلية.
- ميلارد فيلمور بعد توليه الرئاسة كان رائدًا في الميليشيا أثناء الحرب في بافالو نيويورك يونيون كونتيننتال وهي فيلق من الحرس الوطني لكنه لم يرَ أي قتال. عدد 1938
- أندرو جونسون السيناتور الأمريكي الوحيد الذي يحتفظ بمقعده من ولاية متمردة. الحاكم العسكري لولاية تينيسي العميد. نائب الرئيس لينكولن في انتخابات "الاتحاد" عام 1864. "إعادة بناء الرئاسة" المثيرة للجدل تليها نشاط في الحزب الديمقراطي.[55] العدد 1938.
- بدأ يوليسيس إس. جرانت الخدمة في فوج المشاة المتطوعين الحادي والعشرين في إلينوي قائد منطقة القاهرة في فورت دونلسون وشيلوه و جيش تينيسي وفيكسبيرج و الفرقة. من ولاية ميسيسيبي تشاتانوغا نوكسفيل القائد العام عمل كقائد فيلق في المسرح الشرقي حملة أوفرلاند حرب الاستنزاف حملة ريتشموند-بطرسبرغ أبوماتوكس. رئيس لمدة فترتين خلال فترة إعادة بناء الكونجرس.[56] إصدار 1898.

- رذرفورد ب. هايز لواء من المتطوعين فوج المشاة الثالث والعشرين في أوهايو انتُخب عضوًا راديكاليًا في الكونغرس عام 1864. إصلاح الحاكم وتوسيع الرئاسة والقتال من أجل معاشات المحاربين القدامى.[57] العدد 1922.
- جيمس أ. جارفيلد لواء من المتطوعين فوج المشاة الثاني والأربعين في أوهايو. قاتل في كنتاكي اللواء العشرين لجيش أوهايو. شيلوه. رئيس أركان جيش كمبرلاند. تشيكاماوجوا. عضو الكونجرس منذ عام 1863 اغتيل وهو رئيس.[58] إصدار 1890.
- كان تشيستر أ. آرثر مهندسًا عسكريًا رئيسًا لميليشيا نيويورك.[59] عدد 1938

- قاموا باختيار جروفر كليفلاند ولكن دفع ثمنه كبديل. نشط في السياسة الديمقراطية في ولاية نيوجيرسي.[60] العدد 1923.
- بنيامين هاريسون العميد في فوج المشاة السبعين في إنديانا قاتل في كنتاكي وتينيسي وجورجيا وبيتشتري كريك. عضو مجلس الشيوخ الأمريكي لشؤون معاشات المحاربين القدامى. بصفته رئيسًا قانون شيرمان لمكافحة الاحتكار تعريفة ماكينلي ست ولايات غربية 1889-1890.[61] العدد 1902.
- ويليام ماكينلي رائد في فوج المشاة الثالث والعشرين في ولاية أوهايو. حارب في غرب فرجينيا وأنتيتام وونشستر وفيشرز هيل وسيدار كريك. وفي وقت لاحق خلال الحرب الإسبانية الأمريكية عين العديد من الكونفدراليين السابقين في رتب عالية كشكل من أشكال المصالحة الطائفية. اغتيل كرئيس.[62] العدد 1923.

## أبراهام لينكولن

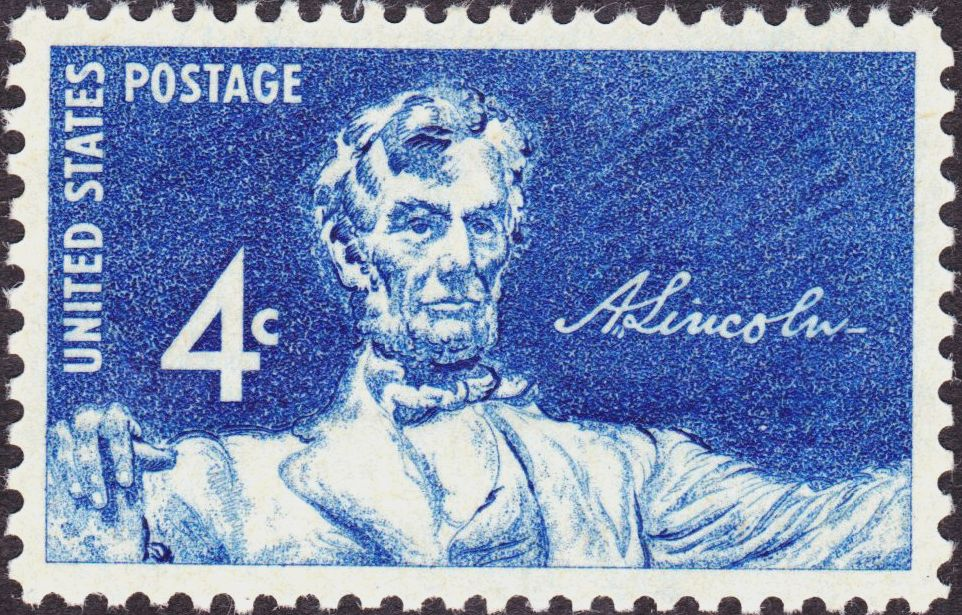
أبراهام لينكولن

ربما يكون أبراهام لينكولن هو الأكثر إحياءً لذكراه من جيل الحرب الأهلية على البريد الأمريكي. تظهر هنا في تمثاله في نصب لنكولن التذكاري في واشنطن العاصمة. العدد 1958.
في إصدار عام 2009 من طوابع لينكولن بقيمة 42 سنتًا صور لينكولن في أربع مراحل من حياته : كمشغل للسكك الحديدية وكمحامي وكسياسي وكرئيس. العدد 2009.
انتُخب لينكولن في عام 1860 وفاز بإعادة انتخابه في عام 1864 وكان أول رئيس منذ أندرو جاكسون يفعل ذلك. بدأت الكونفدرالية الأعمال العدائية بينما كان يسعى إلى "الاستيلاء والاحتلال والامتلاك" وليس استعادة الممتلكات الفيدرالية. رد لينكولن بحصار بحري وتعبئة القوات لاستعادة الاتحاد ونجح في توسيع المجهود الحربي طوال مدة الأعمال العدائية. كان يعمل كقائد عام فعال حيث كان يعين كبار جنرالاته وأدميرالاته. بصفته الرئاسية حشد الدعم للحرب في جميع أنحاء الشمال والولايات الحدودية وفي الكونجرس وقاد الحزب الجمهوري في الخطوات الأولية لإعادة بناء الأراضي الكونفدرالية السابقة.
كانت سياسة لينكولن في الحرب تتمثل في الضغط على الهجمات في الجنوب على جبهات متعددة لتدمير الجيوش الكونفدرالية واستعادة الاتحاد. بحلول شهر ديسمبر من عام 1864 كانت سياسته السلمية تتمثل في إنهاء الأعمال العدائية المتمردة ونهاية العبودية. وتضمن برنامجه التشريعي قانون الإسكان وخط سكة حديد عابر للقارات ومنح الأراضي للكليات وتعريفة جمركية أعلى ومركزية نقدية من خلال قانون البنوك الوطنية. كان إعلانه للعفو يهدف إلى استعادة الولايات من خلال 10% من أصوات عام 1860 التي تقسم على الولاء المستقبلي للاتحاد. لقد حافظ على الاتحاد وحرر العبيد. لقد كان من المعتقد لفترة طويلة أن ظهور لينكولن في القضايا الحاسمة في الولايات المتحدة كان أمرًا إلزاميًا.

## الملحوظات
1. ↑  تم ثقب عدد صغير من طوابع العشرة سنتات وإصدارها للاستخدام من قبل إدارة البريد الكونفدرالية في عام 1864، ولكن جودة الثقب كانت رديئة في كثير من الأحيان وتم التخلي عن التجربة باعتبارها غير ناجحة "10-cent Jefferson Davis, Type II". Smithsonian National Postal Museum. مؤرشف من الأصل في 2012-09-28. اطلع عليه بتاريخ 2011-02-06..

## فهرس
الحرب الأهلية على الطوابع والمظاريف
- بنيامين، ماينارد هـ.، تاريخ الأظرف نسخة محفوظة 2014-01-24 على موقع واي باك مشين. 2002، جمعية مصنعي المظاريف ومؤسسة EMA للاتصالات الورقية. من حيث التأثيرات السياسية للنظام البريدي، توحيد الأمة وتقسيمها أيضًا. فصول عن "مقدمة الحرب"، و"المطلوبون: الفرسان"، و"بداية الحرب".
- بويد، ستيفن ر. الأغلفة الوطنية للحرب الأهلية: أيقونات أغلفة الاتحاد والكونفدرالية 2010.(ردمك 978-0-8071-3796-3)رقم ISBN 978-0-8071-3796-3
- بويد، ستيفن ر.، "الوسيلة هي الرسالة: الأظرف الوطنية للحرب الأهلية وتأثيرها، 1861-1865" ، ندوة وينتون م. بلونت حول تاريخ البريد، 3-4 نوفمبر 2006. نسخة محفوظة 2013-09-19 على موقع واي باك مشين. متحف سميثسونيان الوطني للبريد، واشنطن العاصمة، ملخصات الأوراق والألواح.
- الفصل الرابع: تشكيل الهوية الوطنية باستخدام الطوابع التذكارية، عشرينيات وثلاثينيات القرن العشرين (2006) "نظرة على الطوابع الأمريكية" جامعة جورج ماسون. تمت المشاهدة في 22 فبراير 2014.
- تشارلز، هاري ك.، "رسوم البريد المستحقة خلال الحرب الأهلية الأمريكية: الشمال والجنوب" ، ندوة تاريخ البريد، نوفمبر 2012. تمت المشاهدة في 19 فبراير 2014.
- دودسون، لاري (2006). جولة طوابعية في الحرب الأهلية الأمريكية (المعروفة أيضًا باسم الحرب بين الولايات) نسخة محفوظة 2016-03-04 على موقع واي باك مشين. . دليل ATA رقم 155. أرلينجتون، تكساس: الجمعية الأمريكية للطب الموضعي. معارك فردية ومتعددة، مائة رجل من الكونفدرالية والاتحاد مع سيرتهم الذاتية. يحدد قسم النقل القطارات والسفن وحتى سيارة الإسعاف. ويلي ذلك قسم من الأدب والأفلام والملحنين والمؤلفين والشعراء والنحاتين الذين يعكسون بعض جوانب الحرب الأهلية، وذلك بعد الأعلام والزي الرسمي والأماكن.
- هاتاواي، هيرمان وإيثان س. رافوس. الحرب الأهلية المستمرة: روايات جديدة لقصص قديمة 2004(ردمك 978-0-8262-6253-0) . للحصول على معلومات حول الطوابع الفردية وتفسيرات هواة الجمع.
- مارساليك، جون ف. "ملاكمو الطوابع: معركة الطوابع في الحرب الأهلية عام 1937 أظهرت طول عمر ذاكرة الجنوب" في كولومبياد: مراجعة ربع سنوية للحرب بين الولايات. المجلد 3 رقم 2 (صيف 1999)، ص [146]-157.
- متحف البريد الوطني. الحرب الأهلية: عشر سنوات نسخة محفوظة 2014-03-06 على موقع واي باك مشين. . تمت المشاهدة في 19 فبراير 2014. للاطلاع على أجزاء من المعرض "أمة مقسمة"، يرجى زيارة موقعنا الإلكتروني.
- سني، تشارلز. المحرر كتالوج سكوت المتخصص للطوابع والأغلفة الأمريكية ، 2012،(ردمك 0-89487-475-6) . يحتوي هذا الكتاب على قائمة شاملة بإصدارات الطوابع البريدية الأمريكية للولايات المتحدة والولايات الكونفدرالية.
- كتب تايم لايف. (1995) الحرب الأهلية : مجموعة من الطوابع التذكارية الأمريكية. الإسكندرية، فيرجينيا.(ردمك 978-0-8094-9191-9)رقم ISBN 978-0-8094-9191-9 .
- خدمة البريد الأمريكية. 1994. "الحرب الأهلية: 1861، الحرب بين الولايات، 1865."
- Worldcat. تاريخ الولايات المتحدة الحرب الأهلية، 1861-1865 على طوابع البريد هناك ثلاثة عشر إدخالاً. تمت المشاهدة في 13 فبراير 2013.

عام

## الروابط خارجية
- متحف سميثسونيان الوطني للبريد
- تاريخ طوابع وبطاقات بريدية USPS